# Sarnowo (Lubraniec)
Sarnowo è un villaggio nel distretto amministrativo di Lubraniec, all'interno del Distretto di Włocławek nel Voivodato della Cuiavia-Pomerania, nella Polonia centro-settentrionale.
Nella foresta vicino al villaggio è presente un gruppo di 9 tombe megalitiche, risalenti al 4000 a.C., nell'ambito della cultura del bicchiere imbutiforme.